# Johanneskirche (Krakau-Altstadt)

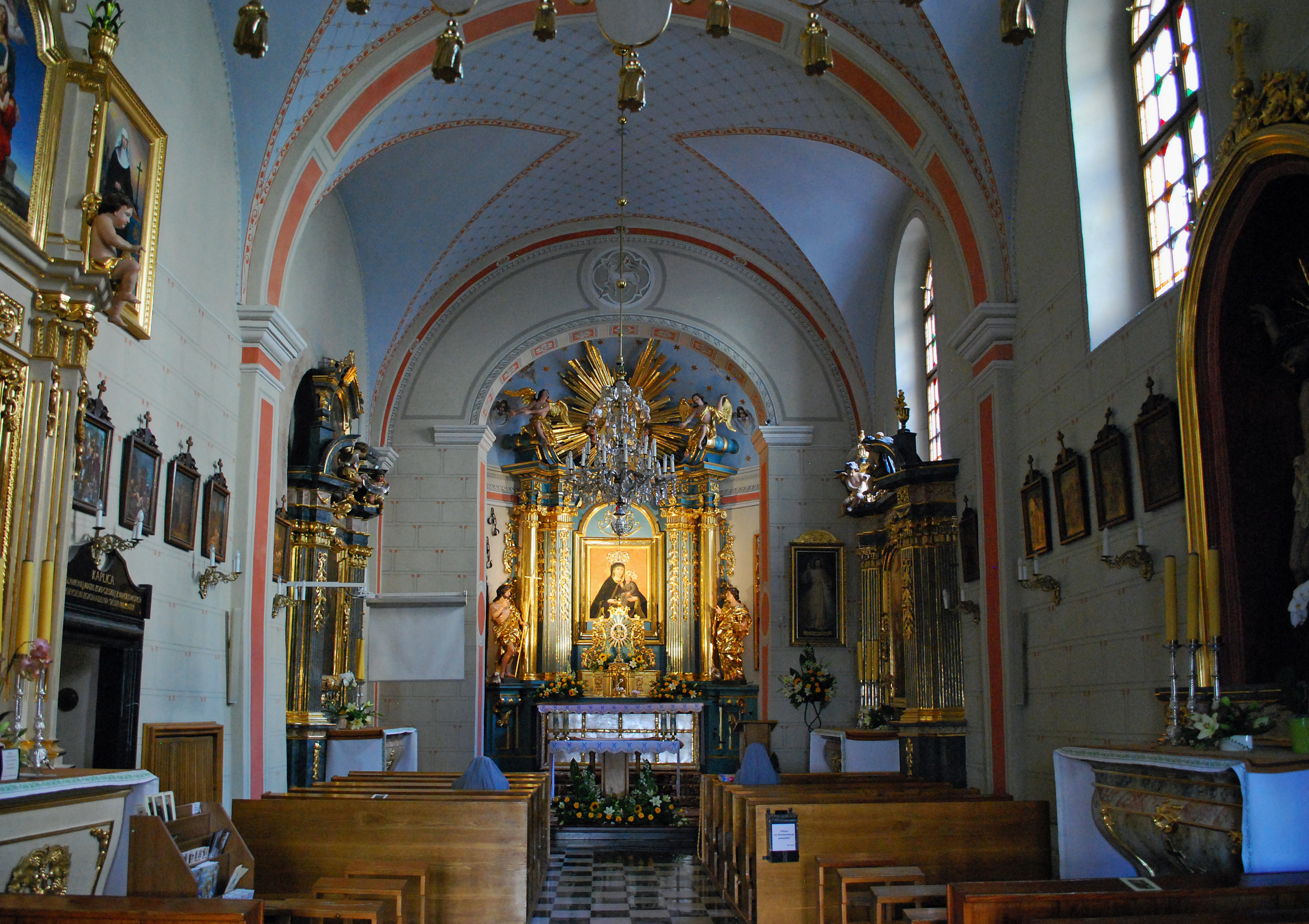
Innenraum

Die Kirche des Heiligen Johannes des Täufers und des Heiligen Johannes des Evangelisten (polnisch Kościół św. Jana Chrzciciela i św. Jana Ewangelisty) in Krakau ist eine katholische Kirche an der ul. Jana 7, im nördlichen Teil der Krakauer Altstadt. 

## Geschichte
Die Kirche wurde bereits um 1100 von Piotr Włostowic als romanische Stiftskirche gestiftet. Um 1300 war sie eine Filialkirche der Krakauer Marienkirche, bevor sie ab 1325 eine eigene Pfarrei hatte. Im 17. Jahrhundert wurde die Kirche barockisiert und 1659 neu eingeweiht. 1715 wurde die Kirche den Präsenterinnen übergeben und von 1715 bis 1723 erneut umgebaut – diesmal von Kacper Bażanka.